# زمن الممنوع (فلم)
زمن الممنوع  فيلم دراما مصري للمخرجة إيناس الدغيدي عام 1988 أعد القصة للسينما محمد الباسوسي وشاركه السيناريو والحوار المخرجة الدغيدي. الفيلم من بطولة ليلى علوى، إيمان البحر درويش، إيهاب نافع، شويكار، حسن مصطفى، ومريم فخر الدين  وتدور الأحداث حول أميمة طالبة الطب والناشطة السياسية ومعاناتها التي تدفعها لتتحول إلى راعية للأغنام تهيم على وجهها في الصحراء.
صدر الفيلم إلى دور العرض المصرية في 16 مايو 1988.
منح موقع قاعدة بيانات الأفلام العربية «السينما.كوم» الفيلم درجة 6/ 10.

## طاقم التمثيل
إيمان البحر درويش: في دور هشام
ليلى علوي: في دور أميمة عاصم دياب (طالبة كلية الطب)
إيهاب نافع: في دور عاصم دياب (والد أميمة)
شويكار: في دور نعناعة
مريم فخر الدين: في دور والدة أميمة
حسن مصطفى: في دور والد هشام
ليلى فهمي: في دور إعتماد (والدة هشام)
نعيمة الصغير: في دور دولت
سعيد طرابيك: في دور وكيل النيابة
أيمن عزب: في دور شوقي
محمد جمعة: في دور متظاهر
بالاشتراك مع: محمد الشرقاوي – نهى العمروسي – حافظ أمين – مطاوع عويس – فتحي الحداد – أحمد العضل – محمد أبو حشيش – فاطمة شوشة 

## أغاني الفيلم
الغناء: إيمان البحر درويش 
التوزيع الموسيقى: عماد الشاروني
الانتخابات: كلمات بديع خيري – ألحان سيد درويش
الكوكايين: كلمات بديع خيري – ألحان سيد درويش
حلم الثمن: كلمات هاني شحاتة – ألحان فاروق الشرنوبي
نفسي: كلمات عماد حسن - ألحان فاروق الشرنوبي 
قول يا قلم: كلمات حسام الدين شوقي – ألحان إبراهيم نصير
الموسيقى التصويرية: عمر خيرت 
كتب تحسين يقين على موقع «أخبار البلد» في 5 مارس 2022 متحدثاً عن أغنية «قول يا قلم»: «كنت أرى في الأغنية أيام الدراسة الجامعية منهاجا للكتابة، وطريقا ومنطلقا، وما زلت بل تعمق ذلك، وإنها المسؤولية، مهما كانت منطلقاتها»، وتابع الكاتب قائلاً: «الملحن العبقري إبراهيم نصير هنا وظّف بذكاء (المستوى الصوتي) من خلال اللحن في» لون وشوش الناس إلى النهاية، لمنح الأمل والحنان والأمان، بعد أن حملت الكلمات في «حتلاقي في الأصحاب كتير أغراب.»

## أحداث الفيلم
يبدأ الفيلم، قبل ظهور عناوين الممثلين والعاملين، بالكلمات: «لكي نحقق الحلم لا أن نحلم دائما. فإنه في زمن الحريات في مصر تم إنتاج فيلم» زمن الممنوع«عله يكون طوق النجاة من الغرق في بحر من السموم والمخدرات وتجارها» والتوقيع جاء من شركة الإنتاج «دايموند للإنتاج السينمائي».
تدرس أميمة (ليلى علوي) بكلية الطب، وهي عضوة نشطة باتحاد الطلاب بالجامعة وتقود مظاهرات الطلبة في احتجاجاتهم. يتم القبض على أميمة مع بعض الطلبة المتظاهرين ويلقون في السجن، وعندما يعلمون أنها ابنة عاصم دياب (إيهاب نافع)، أحد الرجال النافذين في الدولة، يفرج عنها على الفور ولكنها تتمسك بالإفراج عن زملائها أيضاً وخاصة هشام (إيمان البحر درويش) الذي ليس له أي نشاط سياسي. يعيش هشام، الشاب الملتزم، بمفرده بعد سفر والده (حسن مصطفى) ووالدته إعتماد (ليلى فهمي) في إعارة لإحدى الدول العربية. تنشأ قصة حب بين هشام وأميمة فيخطبها. في هذه الأثناء يقوم أحد الطلاب المنافسين لأميمة في انتخابات اتحاد الطلبة بتشويه سمعتها عن طريق الكشف عن حقيقة والدها، والادعاء بأنه تاجر مخدرات ويتستر خلف مركزه السياسي ونفوذه، كما إن وراءه امرأة هي نعناعة (شويكار) تقوم بتدبير أماكن يلتقي بها المدمنين. تحاول أميمة أن تعرف أكثر عن والدها فتلجأ إلى والدتها (مريم فخر الدين) التي ترأس جمعية من الجمعيات النسائية ودائمة الإنشغال غير عابئة بابنتها. تحاول مجدداً أميمة أن تصل للحقيقة فتذهب إلى مقر نعناعة وتلتقي بالشباب المدمن وتتأكد من صحة الكلام. بعد الصدمة تقع أميمة فريسة للإدمان هي الأخرى وتبدأ بالتردد على نعناعة فيقوم أحد المدمنين بالاعتداء عليها وهى مخدرة. يكتشف هشام ذلك فيحبسها بمنزله لكي تمتنع عن الإدمان ولكنه يكتشف أنها قد باعت كل شئ. وينتهى الفيلم بإصابة أميمة بلوثة عقلية وتهيم في الصحراء ترعى الأغنام.

## وصلات خارجية
- مقالات تستعمل روابط فنية بلا صلة مع ويكي بيانات
- زمن الممنوع على موقع الدهليز
- زمن الممنوع على موقع كاروهات